# 이동규 (배우)
이동규(1978년 8월 14일 ~ )는 대한민국의 배우이다.

## 학력
- 한국예술종합학교 연극원 연기과

## 연기 활동

### 영화
- 2001년 《헤라 퍼플》
- 2003년 《와일드 카드》 ... 노재봉 역
- 2004년 《욕망》 ... 레오 역
- 2004년 《풀리쉬 게임》 ... 현태 역
- 2004년 《썸》 ... 민재일 역
- 2005년 《레드아이》 ... 진규 역
- 2006년 《달려라 장미》
- 2006년 《스승의 은혜》 ... 명호 역
- 2009년 《뭘 또 그렇게까지》 ... 조찬우 역
- 2012년 《무서운 이야기》 ... 동생 역
- 2012년 《롤플레이》 ... 정호 역
- 2012년 《반창꼬》 ... 민규 역 (우정출연)
- 2017년 《시간위의 집》 ... 젊은 박 국장 역 (특별출연)
- 2022년 《룸 쉐어링》 ... 민철 역
- 2023년 《뉴 노멀》 ... 창수 역

### 텔레비전 드라마
- 2005년 KBS2 단막극 《KBS 드라마시티 - 칼끝에 핀 꽃》
- 2005년 KBS2 월화드라마 《러브홀릭》 ... 검찰 수사관, 재철 역
- 2005년 KBS2 수목드라마 《부활》 ... 박희수 역
- 2005년 MBC 단막극 《MBC 베스트극장 - 문신》 ... 배동철 역
- 2005년 KBS2 수목드라마 《황금사과》
- 2007년 MBC 단막극 《옥션하우스》
- 2007년 KBS2 단막극 《KBS 드라마시티 - 당신이 머무는 자리》 ... 이민준 역
- 2007년 KBS1 단막극 《TV 문학관 - 카스테라》 ... 정환 역
- 2008년 KBS1 일일드라마 《TV소설 큰언니》 ... 강우혁 역
- 2008년 KBS2 납량특집드라마 《전설의 고향 - 금서》 ... 명진 역
- 2008년 KBS2 단막극 《KBS 드라마시티 - 비밀, 당신만 모르는》
- 2009년 KBS2 주말특별기획 《열혈 장사꾼》 ... 김빈 역
- 2010년 KBS2 단막극 《KBS 드라마 스페셜 - 비밀의 화원》 ... 백종학 역
- 2011년 MBC 월화드라마 《계백》 ... 김춘추 역
- 2011년 KBS1 단막극 《TV 문학관 - 광염 소나타》 ... K 역
- 2012년 MBC 월화드라마 《골든타임》 ... 신은아 약혼자 역
- 2013년 KBS2 월화드라마 《상어》 ... 권태호 역
- 2016년 KBS2 월화드라마 《뷰티풀 마인드》 ... 강철민 역
- 2017년 KBS2 수목드라마 《추리의 여왕》 ... 박영수 역
- 2019년 OCN 토일드라마 《킬잇》 ... 박태수 역
- 2020년 OCN 토일드라마 《써치》 ... 고상민 역
- 2022년 KBS2 일일드라마 《황금 가면》 ... 이형사 역

### 연극
- 《바냐삼촌》
- 《챠이카》
- 《잉여인간 이바노프》 ... 이바노프 역